# Antonino Barillà
Antonino Barillà (Reggio di Calabria, 1 de abril de 1988) es un futbolista italiano que juega  de centrocampista en el LFA Reggio Calabria de la Serie D.

## Trayectoria
Ha jugado con el Reggina Calcio, con la Sampdoria y con el Parma en la Serie A, la máxima categoría del fútbol italiano.

## Clubes
| Club                     | País   | Año           |
| ------------------------ | ------ | ------------- |
| Reggina Calcio           | Italia | 2006-2014     |
| Ravenna Calcio (cedido)  | Italia | 2007-2008     |
| U. C. Sampdoria (cedido) | Italia | 2013-2014     |
| Trapani Calcio           | Italia | 2014-2017     |
| Parma Calcio 1913        | Italia | 2017-2020     |
| A. C. Monza              | Italia | 2020-2022     |
| U. S. Alessandria 1912   | Italia | 2022          |
| U. S. Viterbese 1908     | Italia | 2023          |
| LFA Reggio Calabria      | Italia | 2023-presente |